# 大伴御行
大伴 御行（おおとも の みゆき）は、飛鳥時代中期から後期にかけての豪族。姓は連、後に宿禰。右大臣・大伴長徳の子。官位は正広三・大納言、贈正広弐・右大臣。
『竹取物語』に登場する「大納言大伴のみゆき」のモデルといわれる。

## 経歴

### 天武朝
672年の壬申の乱では大海人皇子（後の天武天皇）側にたって戦ったが、具体的な活動内容は不明である。この乱では大伴馬来田が大海人皇子に従っておそらく美濃国まで行き、大伴吹負が大和国方面の軍の指揮をとる将軍になった。また、御行の弟・安麻呂の名が吹負挙兵直後の連絡の使者のうちに見える。御行も同族の一員として一部隊の指揮官になったものと考えられている。乱後、大伴御行は功績により100戸の封戸を与えられた。『万葉集』で御行が「大将軍」と記されるのも、この乱で顕著な功績を立てたためではないかと推測する向きもある。一方で、御行の戦功はそれほどでもなく、彼に対する賞は吹負ら大伴氏全体の功に対する部分が大きいと見る説もある。
天武天皇4年（675年）3月16日に、小錦上大友御行は兵政官大輔に任命された。天武天皇13年（684年）12月2日に一族と共に宿禰の姓を与えられた。天武天皇14年（685年）9月18日に、天武天皇は皇族・臣下と大安殿で博打をして戯れた。このとき天皇は大安殿の中に、皇族と臣下は殿の前に位置した。大伴宿禰御行はこの日に天皇の衣と袴を与えられた10人のうちにあった。持統天皇2年（688年）11月11日、前年崩御した天武天皇が大内陵に葬られたとき、大伴宿禰御行は布勢御主人（阿倍御主人）と共に誄した。

### 持統朝
天武天皇の代に御行の地位は官人の中では中級にとどまっていたが、持統天皇の代には、高市皇子、多治比嶋に次ぎ、布勢御主人（阿倍御主人）と並ぶ高い地位に上った。
持統天皇5年（691年）1月13日に、布勢御主人と共に80の封戸を増し与えられ、前のとあわせて300戸になった。既にあった220戸のうち100戸は壬申の功によるが、残る120戸がいつ与えられたかは不明である。位は御主人と同じく直大壱（正四位上に相当）であった。持統天皇8年（694年）1月2日に、布勢御主人と共に正広肆（従三位に相当）に位を進め、200戸を増して前のものとあわせて500戸となり、氏上とされた。

### 文武朝
高市皇子が持統天皇10年（696年）に薨去してから、多治比嶋が文武天皇の下での議政官の首座となったが、大伴御行は大納言として嶋に次ぐ地位にあった。文武天皇4年（700年）8月22日に、大伴宿禰御行は阿倍御主人と共に正広参（正三位に相当）に位を進めた。巡察使の報告により国司に与えられた賞の一部だが、他の二人、因幡守の船秦勝や遠江守の漆部道麻呂と異なり、御主人と御行には任地の国名がない。
時期が不明だが、御行は三田五瀬を対馬島（対馬国）に遣わして金を精錬させた。
大宝元年（701年）1月15日に薨去。この頃はちょうど大宝律令が施行されつつあった慌しい時期である。細部において『続日本紀』と『公卿補任』に違いがある。『公卿補任』によれば、大伴宿禰御行は1月5日に大納言に任命され、同日に正三位に叙された。15日に年56で薨去、正広弐・右大臣を贈られた。正三位は大宝令以後の位なのに、贈位では大宝令以前の正広弐に戻っており、錯綜がある。『続日本紀』は1月5日の任官を記さない。同書によれば、大納言・正広参の大伴宿禰御行は1月15日に死んだ。天皇ははなはだ惜しみ、榎井倭麻呂らを遣わし葬儀を護らせた。また藤原不比等らを御行の邸に遣わし、詔を伝え、正広弐・右大臣を贈った。18日には御行の喪のために大射をやめた。続紀は大宝令による官位の実施を御行の死後、この年3月とする。
御行の死後、対馬産金の関係者に賞があり、大宝元年（701年）8月7日に御行の子に封100戸と田40町が与えられた。しかし、後にこれが三田五瀬の詐欺で、御行は騙されていたことが判明した。

## 代表歌
- 大君は 神にしませば 赤駒の 腹這ふ田居（たい）を 都と成しつ

## 年譜
- 大化2年（646年）、1歳。生まれた。
- 天武天皇元年（672年）、27歳。壬申の乱で功を立てた。
- 天武天皇4年（675年）3月16日、30歳。小錦上で、兵政官大輔に任命された。
- 天武天皇13年（684年）12月2日、39歳。大伴連が宿禰の姓を与えられた。
- 天武天皇14年（685年）9月18日、40歳。御行が天皇の衣と袴を与えられた。
- 持統天皇2年（688年）11月11日、43歳。天武天皇が大内陵に葬られたときに誅した。
- 持統天皇5年（691年）1月13日、46歳。80戸を増し、あわせて封300戸を得た。位は直大壱。
- 持統天皇8年（694年）1月2日、49歳。200戸を増し、あわせて封500戸を得た。また正広肆に進み、氏上になった。
- 文武天皇4年（700年）8月22日、55歳。正広参に位を進めた。
- 大宝元年（701年）1月5日、56歳。大納言、正三位になった（『公卿補任』）
- 大宝元年（701年）1月15日、56歳。薨去。最終官位は大納言、正広参。右大臣、正広弐が贈られた。
- 大宝元年（701年）1月18日。贈右大臣の喪のため大射を止めた。
- 大宝元年（701年）1月20日。正広弐、右大臣を贈られた。（『公卿補任』）
- 大宝元年（701年）8月7日。贈右大臣大伴宿禰御行の産金の功によりその子に100戸と田40町が与えられた。

## 系譜
- 父：大伴長徳
- 母：不詳
- 妻：紀音那
- 生母不明の子女
  - 男子：大伴兄麻呂
  - 男子：大伴古麻呂[2]（? - 757年）
  - 男子：大伴三依（? - 774年）
  - 男子：大伴三中